# Magnús Brynjólfsson
Magnús Brynjólfsson (* 5. Juni 1923 in Akureyri; † 6. Dezember 1976 ebenda) war ein isländischer Skirennläufer.

## Werdegang
Magnús Brynjólfsson stammte aus der nordisländischen Stadt Akureyri. Bei den Olympischen Winterspielen 1948 in St. Moritz nahm Magnús am 2. Februar am Abfahrtsrennen teil, das er nach 3:48,2 min als 64. von 111 gestarteten Läufern beendete. Zwei Tage später beim Slalomwettbewerb erreichte der Isländer nach zwei Läufen unter 67 Teilnehmern den 49. Rang (1:39,0 min und 1:28,7 min). In der Kombinationswertung, welche eine punktemäßige Addition der Abfahrts- sowie der beiden Slalomläufe darstellte, belegte Magnús als bester Isländer (vor Þórir Jónsson und Guðmundur Guðmundsson) mit 52,76 Punkten den 48. Rang.
Magnús Brynjólfsson starb im Alter von 53 Jahren in seiner Geburtsstadt.